# Adelar Baruffi
Adelar Baruffi  (Coronel Pilar, 19 de outubro de  1969) é um clérigo católico brasileiro, foi bispo de Cruz Alta de 2015 a 2021, atualmente é arcebispo emérito de Cascavel. 
Em 2024 renunciou às suas funções eclesiásticas, para cuidar de sua saúde.

## Biografia
Filho de Melibio Baruffi e Iraci Benini Baruffi, iniciou a formação para o sacerdócio em 1984. Cursou a faculdade de Filosofia na Universidade de Caxias do Sul e de Teologia na Pontifícia Universidade Católica do Rio Grande do Sul. Foi ordenado presbítero em Coronel Pilar no dia 22 de janeiro de 1995. Exerceu o ministério na formação sacerdotal por quinze anos, como formador e reitor do Seminário Nossa Senhora Aparecida, em Caxias do Sul, por oito anos, reitor do Curso Propedêutico e auxiliar no Santuário Diocesano Nossa Senhora de Caravaggio, em Farroupilha, por três anos, reitor do Seminário Maior São José, em Caxias do Sul, por quatro anos. 
A partir de 2012 atuou como vigário paroquial da Paróquia Santo Antônio, em Bento Gonçalves. Tem mestrado em Teologia e especialização em Espiritualidade pela Pontifícia Faculdade Teológica Teresianum, em Roma, concluído em 2001. Durante o tempo de estudos em Roma, auxiliou como vice-pároco da Paróquia Santa Maria Assunta, em Paganica, Arquidiocese de L'Aquila. 
Até sua ordenação episcopal foi membro do Conselho de Presbíteros e do Colégio de Consultores da Diocese de Caxias do Sul, também Coordenador da Região Pastoral e do Curso de Teologia e Bíblia, de Bento Gonçalves, e assessor nos cursos de Teologia para leigos da Diocese.

## Episcopado
Em 17 de dezembro de 2014 foi nomeado, pelo Papa Francisco, bispo da Diocese de Cruz Alta. A Ordenação Episcopal ocorreu no dia 7 de março de 2015, no Santuário Santo Antônio, em Bento Gonçalves, recebendo a sagração das mãos de  Dom Alessandro Carmelo Ruffinoni, bispo de Caxias do Sul, Dom Nei Paulo Moretto, bispo emérito daquela diocese e Dom Hélio Adelar Rubert, Arcebispo de Santa Maria.
Em 22 de setembro de 2021, o Papa Francisco o nomeou para o cargo de Arcebispo Metropolitano da Arquidiocese de Cascavel, que estava em sede vacante desde 11 de março de 2021, quando o títular Dom Mauro Aparecido dos Santos faleceu em decorrência de COVID-19. Tomou posse no dia 31 de outubro do mesmo ano.
Após duas cirurgias e tratamento quimioterápico para tratar de uma neoplasia cerebral, em 12 de fevereiro de 2024, o Papa Francisco aceitou sua renúncia, solicitada para dedicar-se à sua saúde, tornando-se a partir de então arcebispo emérito da Arquidiocese de Cascavel.

## Ordenações episcopais[8]

### Consagração Principal de
- Reginei José Modolo (2023)

### Co-Consagrador Principal de
- Cleonir Paulo Dalbosco, O.F.M.Cap. (2018)